# Carmen Schimanek

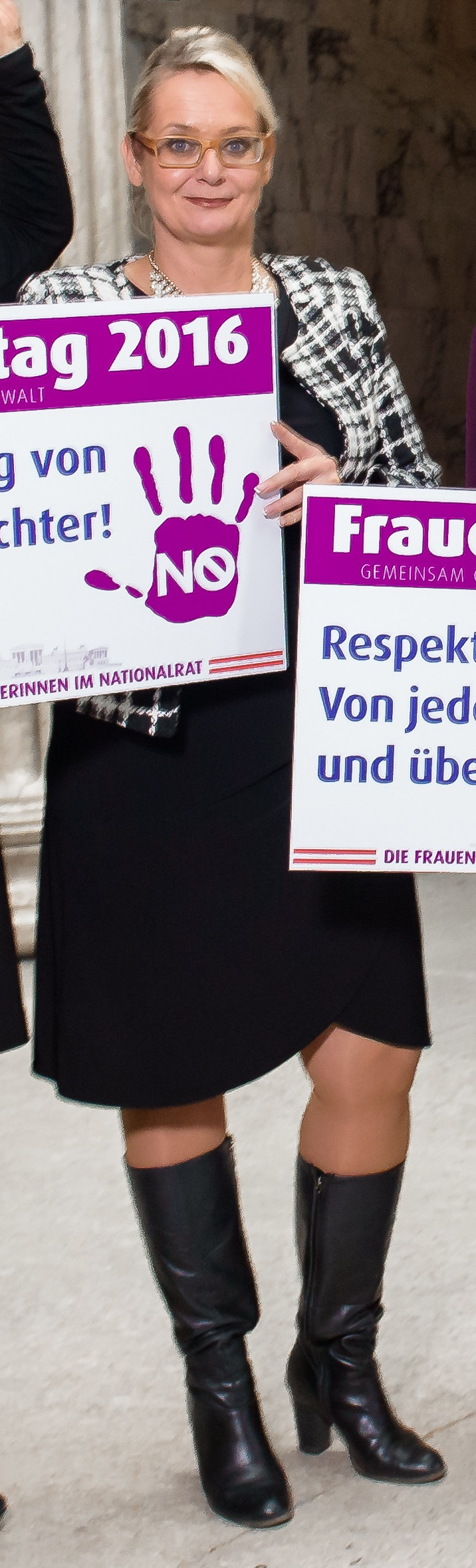
Carmen Schimanek

Carmen Schimanek (geb. Gartelgruber, * 25. Juni 1965 in Klagenfurt) ist eine österreichische Politikerin (FPÖ) und Buchhalterin. Schimanek war von 2008 bis 2019 Abgeordnete zum österreichischen Nationalrat.

## Ausbildung und Beruf
Schimanek besuchte vier Jahre die Volksschule und vier Jahre die Hauptschule, bevor sie eine dreijährige Ausbildung an einer Handelsschule absolvierte. Zudem besuchte Schimanek vier Jahre lang eine Abendhandelsakademie. Schimanek legte in der Folge auch die Buchhalterprüfung und die Controllerprüfung ab. Ihre Ausbildung setzte sie als Buchhalterin im familieneigenen Betrieb um.

## Politik
Schimanek begann nach eigenen Angaben ihre politische Karriere aus dem Wunsch heraus, in der Gemeindepolitik aktiv mitzuarbeiten. Sie ist seit 2004 in der Gemeinde Wörgl Mitglied des Jugend- und Schulausschusses. Zwischen 2005 und 2007 war sie zudem FPÖ-Bezirksfinanzreferentin in Kufstein. 2006 wurde sie zur Landesobfrau der Initiative Freiheitlicher Frauen (IFF) Tirols gewählt und 2007 zur FPÖ-Stadtparteiobfrau in Wörgl. Sie hat seit 2007 zudem die Funktion der Landesfinanzreferentin der FPÖ-Tirol inne und ist Mitglied des Wirtschaftsausschusses.
2008 wurde sie zur Stellvertretenden Bundesobfrau der Initiative Freiheitliche Frauen Österreich gewählt und kandidierte bei der Nationalratswahl 2008 erfolgreich für die FPÖ. Schimanek wurde am 28. Oktober 2008 als Abgeordnete der FPÖ für den Wahlkreis Tirol angelobt. Im FPÖ-Parlamentsklub nahm Schimanek die Funktion der Bereichssprecherin für Frauen ein.
Sie war im Nationalrat Mitglied der Ausschüsse für Familie, Rechnungshof, Umwelt, Volksanwaltschaft und Gleichbehandlung. Ab September 2011 ist Carmen Schimanek Bundesobfrau der Initiative Freiheitliche Frauen Österreich und Mitglied im Bundesparteivorstand.
Seit dem Jahr 2009 ist Carmen Schimanek zudem Obfrau des Freiheitlichen Familienverbands Tirol. Bei den Gemeinderatswahlen 2010 konnte sie in ihrer Heimatgemeinde Wörgl einen bedeutenden Stimmenzuwachs erzielen: Ihre Liste erreichte 19 % der Stimmen und vier Mandate (zuvor zwei).
Nach der Nationalratswahl 2019 schied sie aus dem Nationalrat aus.